# Клода (Нижньосілезьке воєводство)
Клода (пол. Kłoda, нім. Kladau) — село в Польщі, у гміні Жуковиці Ґлоґовського повіту Нижньосілезького воєводства.
Населення — 273 особи (2011).
У 1975-1998 роках село належало до Легницького воєводства.

## Демографія
Демографічна структура станом на 31 березня 2011 року:
|          | Загалом | Допрацездатний вік | Працездатний вік | Постпрацездатний вік |
| -------- | ------- | ------------------ | ---------------- | -------------------- |
| Чоловіки | 146     | 34                 | 98               | 14                   |
| Жінки    | 127     | 25                 | 77               | 25                   |
| Разом    | 273     | 59                 | 175              | 39                   |